# (32907) 1994 RL2
1994 RL2 (asteroide 32907) é um asteroide da cintura principal. Possui uma excentricidade de 0.18625830 e uma inclinação de 10.24927º.
Este asteroide foi descoberto no dia 1 de setembro de 1994 por Spacewatch em Kitt Peak.